# Высотный класс
Высо́тный класс, звуковысотный класс (англ. pitch class) в англоязычной теории музыки — это высота звука без учёта октавы, а точнее множество всех звуковых высот, отстоящих друг от друга на целое число октав. Например, высотный класс A (ля) включает высоту ля первой октавы (эталонного камертона частотой 440 Гц, например), а также все остальные звуковые высоты, отстоящие на целое число октав от данной, вниз и вверх. Термин, введённый в работах американских музыковедов послевоенного времени, ныне используется также в некоторых странах западной Европы в рамках так называемой англ. pitch class set theory — в основном, для анализов так называемой «атональной» музыки XX века.

## Термин и понятие
Термин pitch class — изобретение американских музыковедов XX века (М. Бэббитт, Дж. Перл и др.) для понятия, которое в музыкальной науке существует более полутора тысяч лет. Первое письменное свидетельство об октавном тождестве звуков фиксированной высоты (др.-греч. φθόγγος, «фтонг»; это греческое слово англоязычные переводчики рутинно передают словом «pitch») принадлежит Птолемею (II в.н. э.), который открыл такое тождество и чётко зафиксировал в термине «гомофоны» (др.-греч. ὁμόφωνοι). Уже в следующем (III) веке в комментариях на «Гармонику» Птолемея Порфирия очевидно, что «гомофоны» были вполне восприняты и осмыслены учёными. Тождество ступеней в звукоряде было тривиальным предметом и для средневековой, и для ренессансной, и для барочной музыкальной науки. 
В IX—X веках группа анонимных авторов (Псевдо-Хукбальд и его обширная школа) развивала идею особого дасийного звукоряда (и дасийной нотации, обозначающей ступени этого звукоряда), благодаря которому можно было импровизировать квинтовый органум (на англоязычный манер, можно сказать, была реализована идея «квинтового высотного класса»). Гвидо Аретинский (в «Микрологе» и в «Послании о незнакомом распеве», первая треть XI в.) тщательно исследовал высотное «родство» (affinitas), или «подобие» (similitudo), ступеней диатонического звукоряда (звуков, отстоящих друг от друга на октаву, кварту, квинту). Типовые последовательности «родственных» / «подобных» звукоступеней Гвидо обозначал как modi vocum (буквально «звуковиды»). 
Большое внимание октавному модальному тождеству уделил немецкий теоретик музыки Иоганн Липпий — в трудах «Третье рассуждение о музыке» (1610) и «Синопсис новой музыки» (1612). Тесное расположение трезвучия он обозначал термином radix nuda (букв. «один только корень»), а все фактурные разновидности трезвучия, возникающие от октавных удвоений «корневых» звуковысот (для них Липпий придумал особые термины trias diffusa и trias aucta), как он писал, «должны быть обязательно сводимыми к унисону» (debent posse referri ad unisonum).
Таким образом, понятие звуковысотного тождества октав в европейских научных традициях давно известно и рутинно используется (в русском учении о гармонии для этого ходовым является термин «модальное тождество»). Отсюда адаптация английского термина pitch class представляет собой скорее лингвистическую, чем музыкально-теоретическую проблему. Например, немецкая наука передаёт pitch class как нем. Tonklasse, где на место англ. pitch подставлено (очень многозначное) нем. Ton. В русской новейшей науке при переводе англ. словосочетания pitch class чаще всего встречается «высотный класс», где прилагательное «высотный» используется по принципу pars pro toto: подразумевается не любая «высота» (наподобие знаменитых «высотных» зданий в Москве), а высота звука. В данном конкретном случае «высотный» следует понимать как синоним слова «звуковысотный», и т. п. В целом передача английского термина pitch class в Старом свете не стабилизировалась, а в лексиконе некоторых европейских научных традиций и вовсе отсутствует.
Термин pitch class в англоязычном мире был подхвачен американским музыковедом Алленом Фортом (Forte), имя которого связывают с изобретением «теории звуковысотных множеств», англ. pitch class set theory (часто без термина pitch class, коротко — «set theory»), которая ныне используется (преимущественно в США и в некоторых странах западной Европы) в анализах высотной структуры «атональной» (чаще всего, конкретно — двенадцатитоновой серийной) музыки XX века.
Понятием высотного класса пользуются также и в традиционной (ориентированной на классико-романтическую гармонию) теории музыки, в анализах старинной модальной гармонии и т. д. Например, во избежание оговорок об октавных дублировках звуков, а также о логическом различии fis и ges и подобных разновысотных, но энгармонически равных звуков, аккорд определяется как сочетание в одновременности трёх и более звуков разных высотных классов, воспринимаемое слухом как целостный элемент звуковысотной вертикали.

## Математическое определение
С формально-математической точки зрения, высотный класс — это класс эквивалентности относительно октавного отношения эквивалентности, которое определяется следующим образом: два звука (ступени) эквивалентны, если интервал между ними составляет целое число октав. Иначе говоря, звуки с частотами {\displaystyle \;f_{1}} и {\displaystyle \;f_{2}} октавно эквивалентны (то есть принадлежат одному и тому же высотному классу) в том и только том случае, если отношение их частот равно целой (нулевой, положительной или отрицательной) степени двойки:
{\displaystyle {\frac {f_{1}}{f_{2}}}=2^{n},\quad n\in \mathbb {Z} }.

## Физиологическое восприятие
Субъективно октава воспринимается человеком как совершенно консонансный музыкальный интервал, а звуки, отстоящие на одну, две и более октав, ощущаются очень похожими друг на друга, несмотря на их явное различие по физическим характеристикам. 
Лица с абсолютным слухом, особенно те, кто почти никогда не ошибается даже на полутон, часто затрудняются в идентификации октавы, к которой принадлежит определяемый звук, — то есть они правильно определяют именно высотный класс, без привязки к регистру.